# Atencingo
Atencingo es una localidad con 12,162 habitantes (2020) parte del municipio de Chietla, en el estado de Puebla, México. 
Se encuentra en la región del valle de Matamoros. En el poblado se encuentra el principal ingenio azucarero de México, el que es el principal económico de la misma.
A partir de diciembre del 2010 el poblado tiene la categoría de Villa. Atencingo quiere decir: "Lugar junto al agua". 

## Historia
La historia de la plantación de caña de azúcar en la región de Atencingo data de la época de la Colonia, en las tierras de las haciendas se cultivaba para después procesar en pequeños trapiches que fabricaban azúcar piloncillo.
Después de la Revolución mexicana, desde comienzos de 1921, y hasta 1936, muchas de las grandes haciendas entre Matamoros y Atencingo, y sus campos de caña, fueron paulatinamente adquiridos por la Compañía Civil e Industrial Atencingo (conocida como el Sistema Atencingo), propiedad del empresario norteamericano William O. Jenkins. De hecho, esta empresa al parecer fue la propietaria del FCA hasta el 18 de junio de 1938, año en que se volvió, por decreto presidencial de Lázaro Cárdenas, en la Sociedad Cooperativa Ejidal de Atencingo y Anexas. A mediados de la década de los años 50s el ferrocarril cañaveral se declaró obsoleto y se levantaron sus vías, la mayor parte de los terraplenes se convirtieron en caminos rurales para camiones y carretas. El 23 de junio de 1970, la Cooperativa Ejidal de Atencingo desapareció, y la planta en Atencingo (Fideicomiso Ingenio Atencingo 80326), se convirtió en una empresa privada. El Ingenio de Atencingo es el único en el suroeste de Puebla y el más grande en México por toneladas de azúcar producidas.4
Atencingo fue centro de una extensa red de ferrocarriles azucareros que se construyeron para comunicar los campos de caña y varias de las haciendas esparcidas en la región con el Ingenio. Según una fuente conocida1,tenían una longitud aproximada de 90 kilómetros de vías de escantillón 600mm llegando al noreste hasta Tepeojuma por San Nicolás Tolentino, San Juan Raboso (ramal), un ramal al norte hasta San Félix Rijo. Además, 60 kilómetros de escantillón 900mm cubriendo el área oriente hasta Jaltepec, hacia el suroeste hasta El Órgano, y otra ruta con dirección al norte, y finalmente al poniente hasta Campo Nuevo.

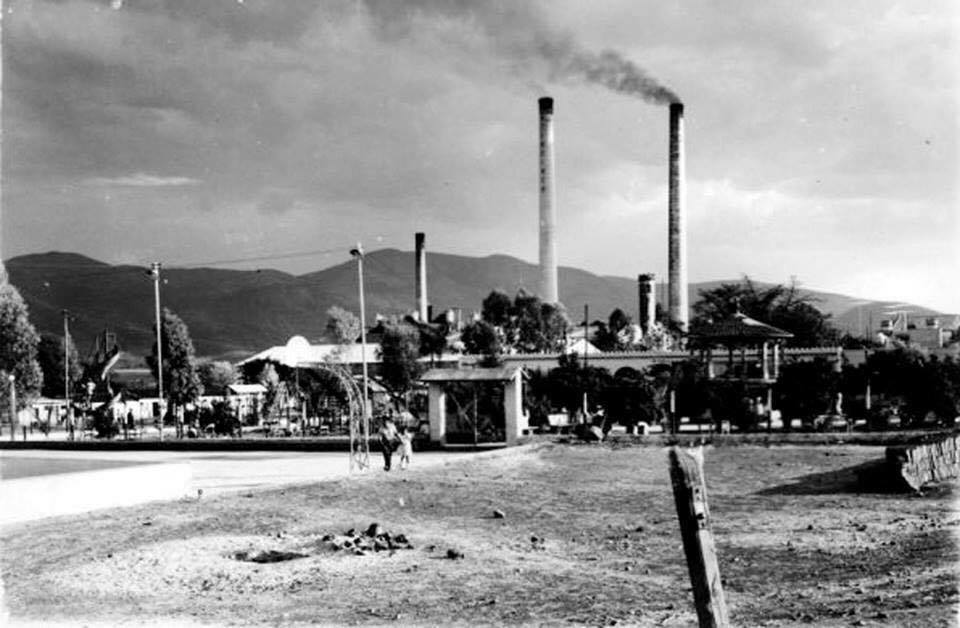
Antigua foto del ingenio en el.

## Población
La villa se encuentra a 3 km de la localidad de Chietla, al sur del estado de Puebla, en colindancia con Morelos, la región abarca 11 municipios del primero y tres del segundo.
Según el censo de 2010 la población era de 10,879 habitantes. Ahora en censo de población 2020, aumento a ser 12,162 personas entre mujeres y hombres. Existe una muy pequeña proporción de hogares indígenas.

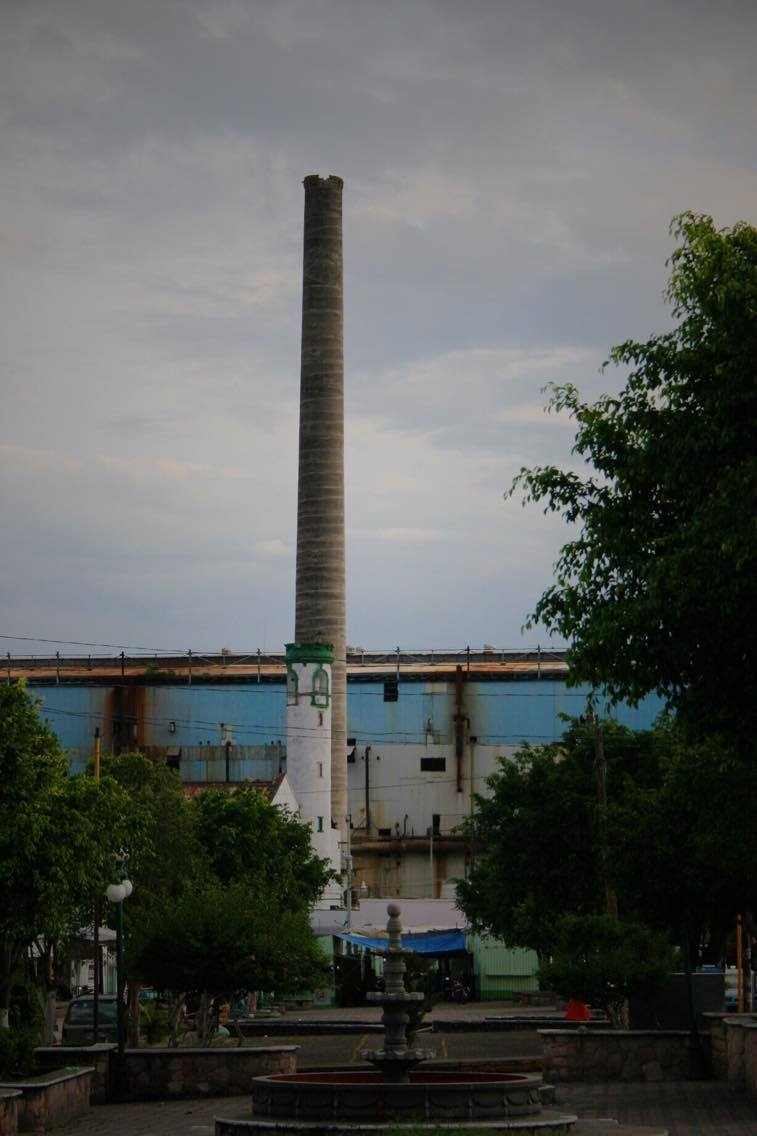
El ingenio desde el parque.

## Economía
En Atencingo se encuentra uno de los tres ingenios azucareros más grandes de México. Gran parte de la población realiza tareas asociadas a la producción del azúcar, incluyendo la siembra, cosecha y procesamiento de la caña de azúcar. La cosecha de caña de azúcar que alimenta el ingenio se realiza en 15 municipios, 11 de ellos ubicados en Puebla y cinco de Morelos. El ingenio trabaja unos seis meses por año (noviembre a mayo) coincidiendo con la zafra de la caña de azúcar. Anualmente se procesan del orden de 1 millón 800 mil toneladas de caña.
Además del ingenio existe un pequeño centro de servicios y comercios.

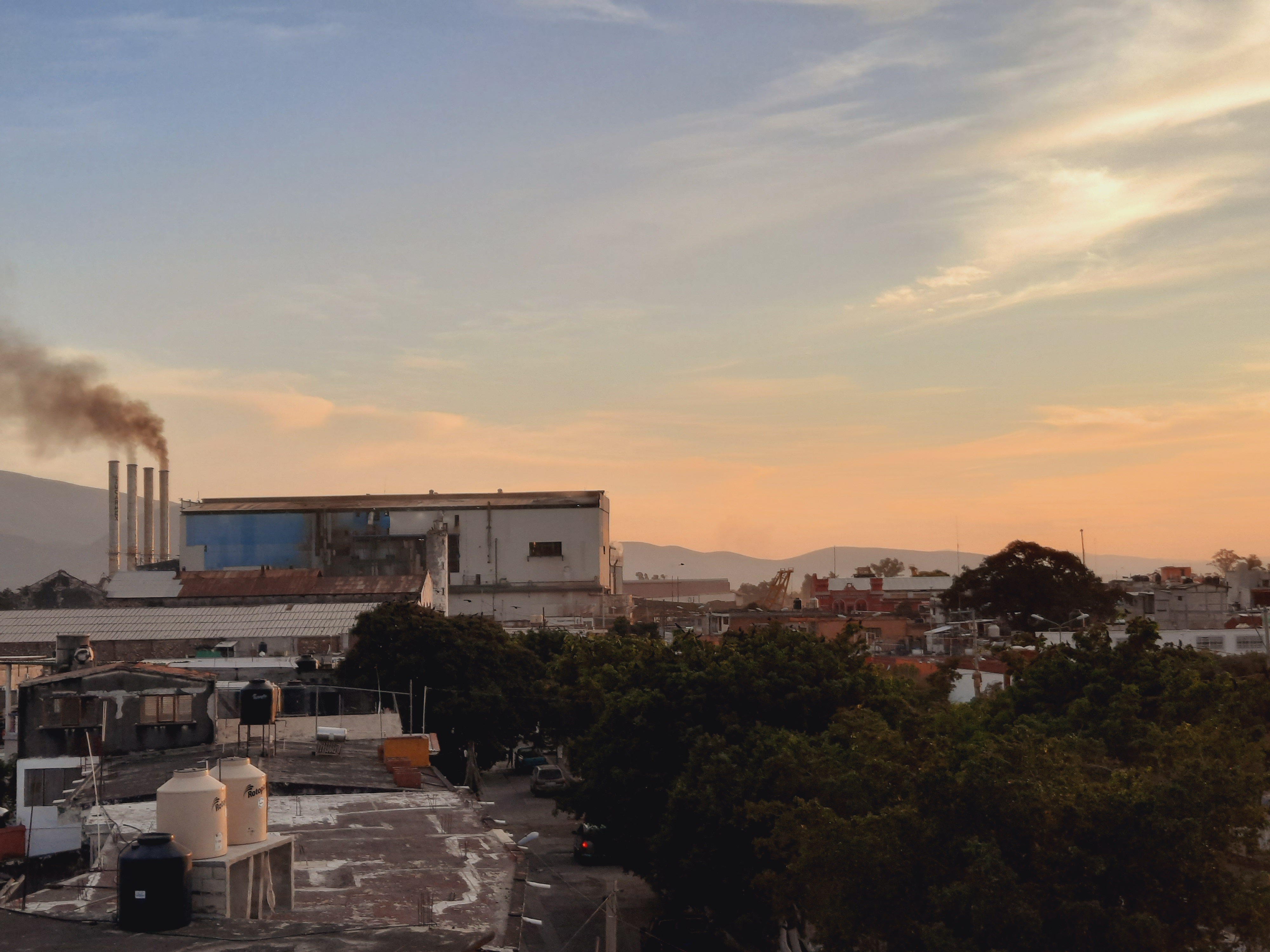
Fabrica azucarera en 2021
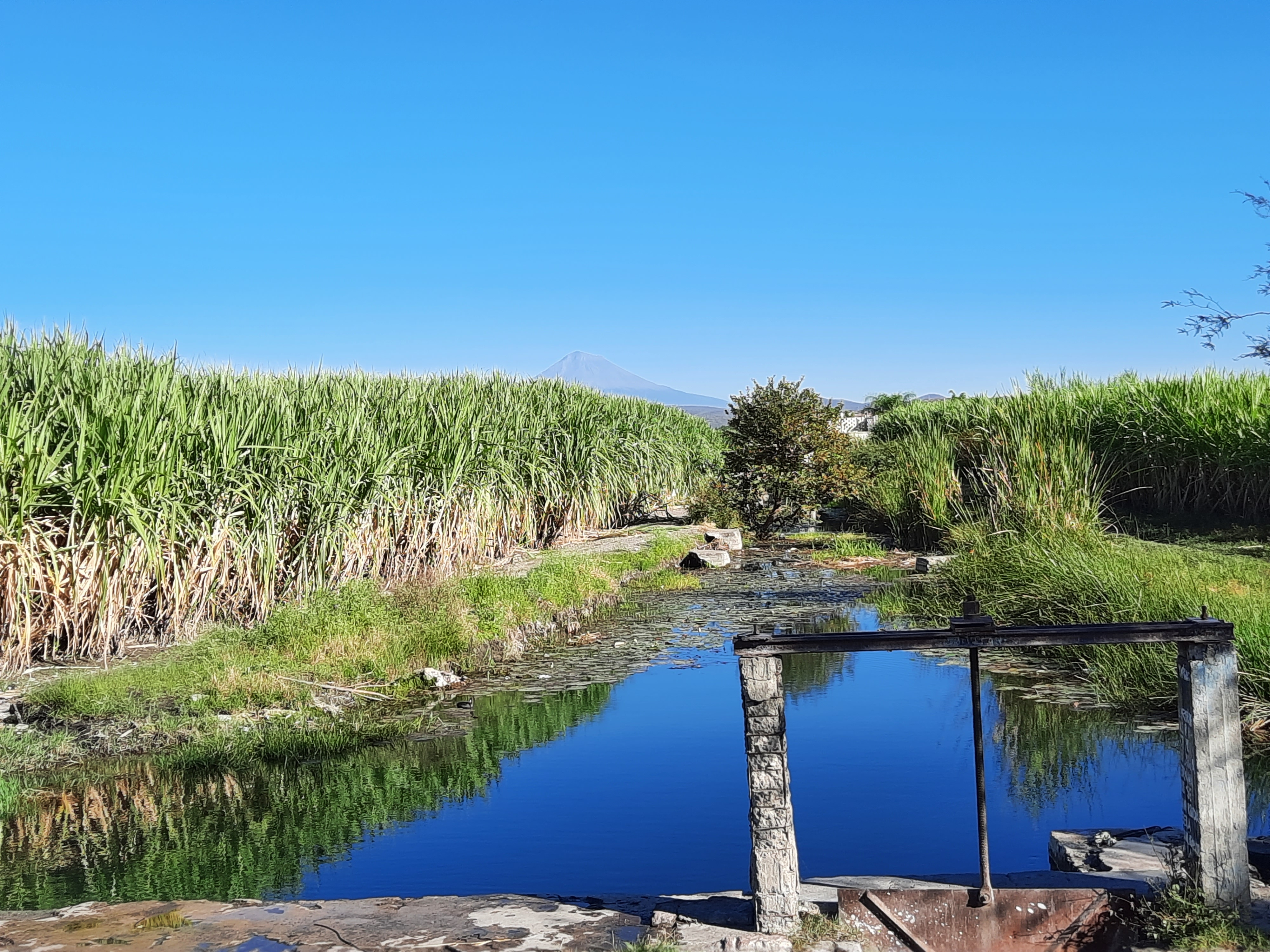
Sistema de riego ojo de agua "El Ojito".
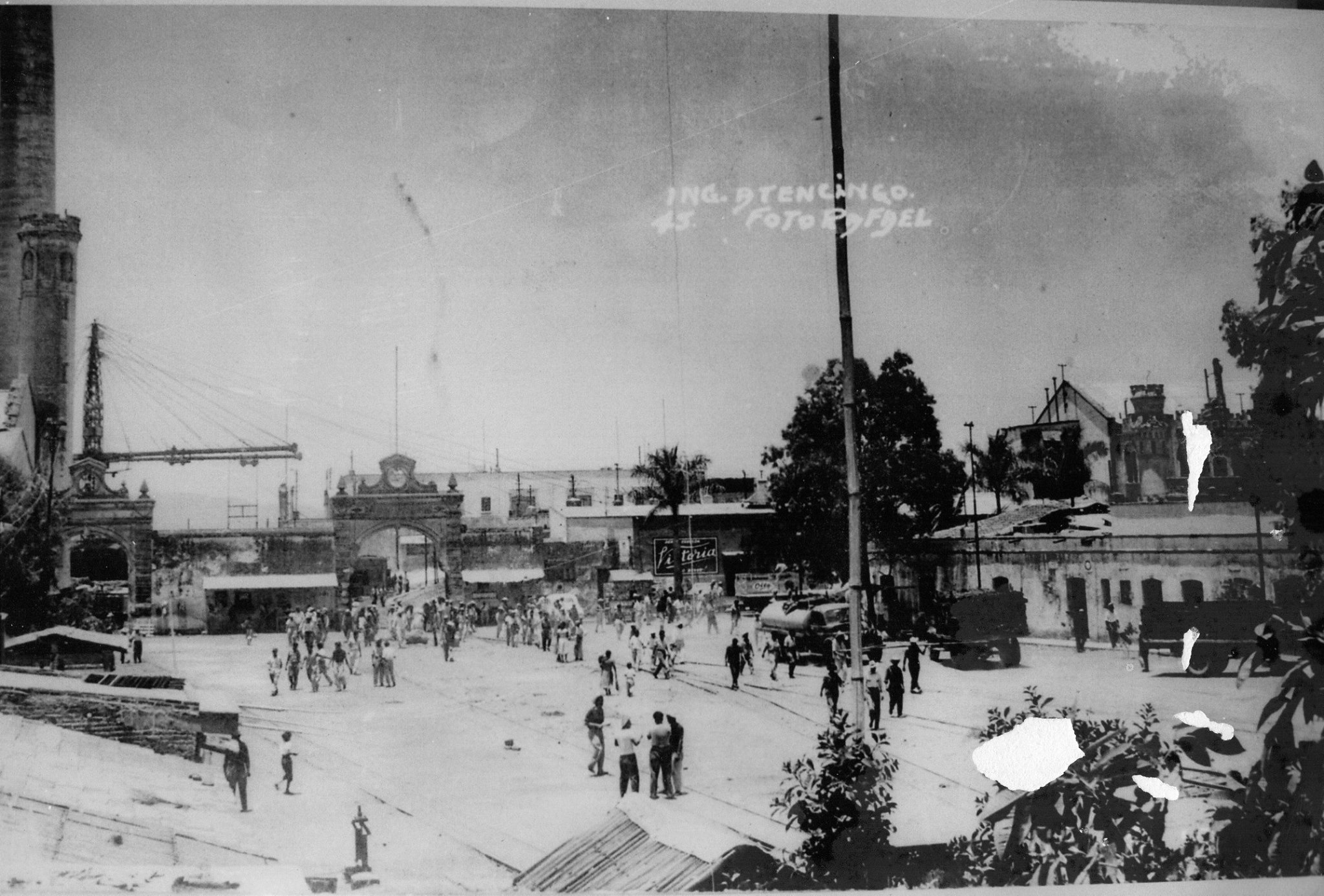
Forma de vida de Atencingo en el S. XX.

## Centro político regional y municipal
Atencingo cuenta con la ventaja de ser un centro político, económico y social de toda la región cañera. Donde sus políticas internas tienen mucho que ver en el exterior, desde todo el Municipio de Chietla, hasta todos los municipios aledaños a este. La localidad alberga centros políticos y decisivos de la sociedad como lo son:
- Presidencia Auxiliar
- Sindicato Obrero Sección 77
- Unión Nacional de Cañeros A.C.- CNPR
- Unión Local de Productores de Caña de Azúcar.- CNC
- AZUCAR MORENA, Organización de productores de caña de azúcar A.C.

## Arquitectura
En Atencingo existen 2 inmuebles en resguardo del Instituto Nacional de Antropología e Historia (INAH), entre lo cuales destacan: 

La estación ferroviaria Atencingo que perteneció al antiguo Ferrocarril de Matamoros a Tlancualpicán. Se construyó mediante la concesión número 103, fechada el 25 de noviembre de 1890. La empresa organizada para explotar el mencionado ferrocarril corrió a cargo de Delfín Sánchez y Compañía.

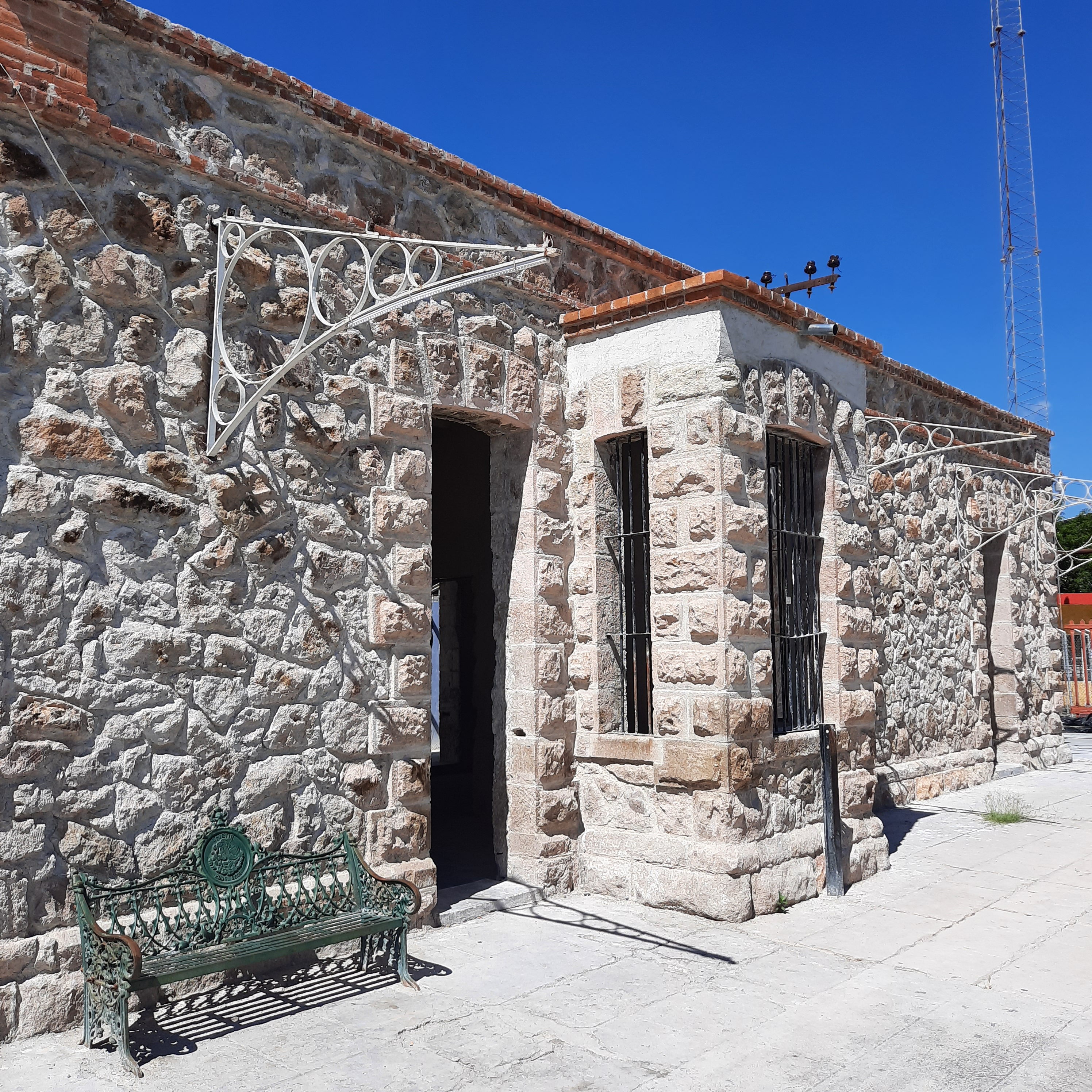
Estación ferroviaria de Atencingo.

El Puente Negro en el 1889, ya estaba concluida la obra y montado el puente negro, cuya características fueron de dimensiones adecuadas para el servicio que estaba destinado, todas sus piezas fueron traídas de Londres Inglaterra por una compañía constructora, fue una gran obra de ingeniería de ese tiempo, el puente está unido por remaches, tuercas y templadores, sin ninguna soldadura, y a este puente la base la sostienen unos arcos de piedra blanca labrada, unido por mezcla y calzas, siendo por esto “una reliquia histórica”, por el tipo de construcción, con el que está hecho.

este puente permitió que floreciera en la región el comercio y la prosperidad llegó a muchos lugares, desde: Atencingo, Don Roque, Tlancualpican hasta Chiautla de Tapia, la vía ferroviaria se extendió desde Puebla a Morelos y la Ciudad de México, el transporte de personas, se establece el correo, la transportación del dinero, pago de la raya de los obreros, así como: azúcar, petróleo, piedra de cantera, abono y los productos de la región.

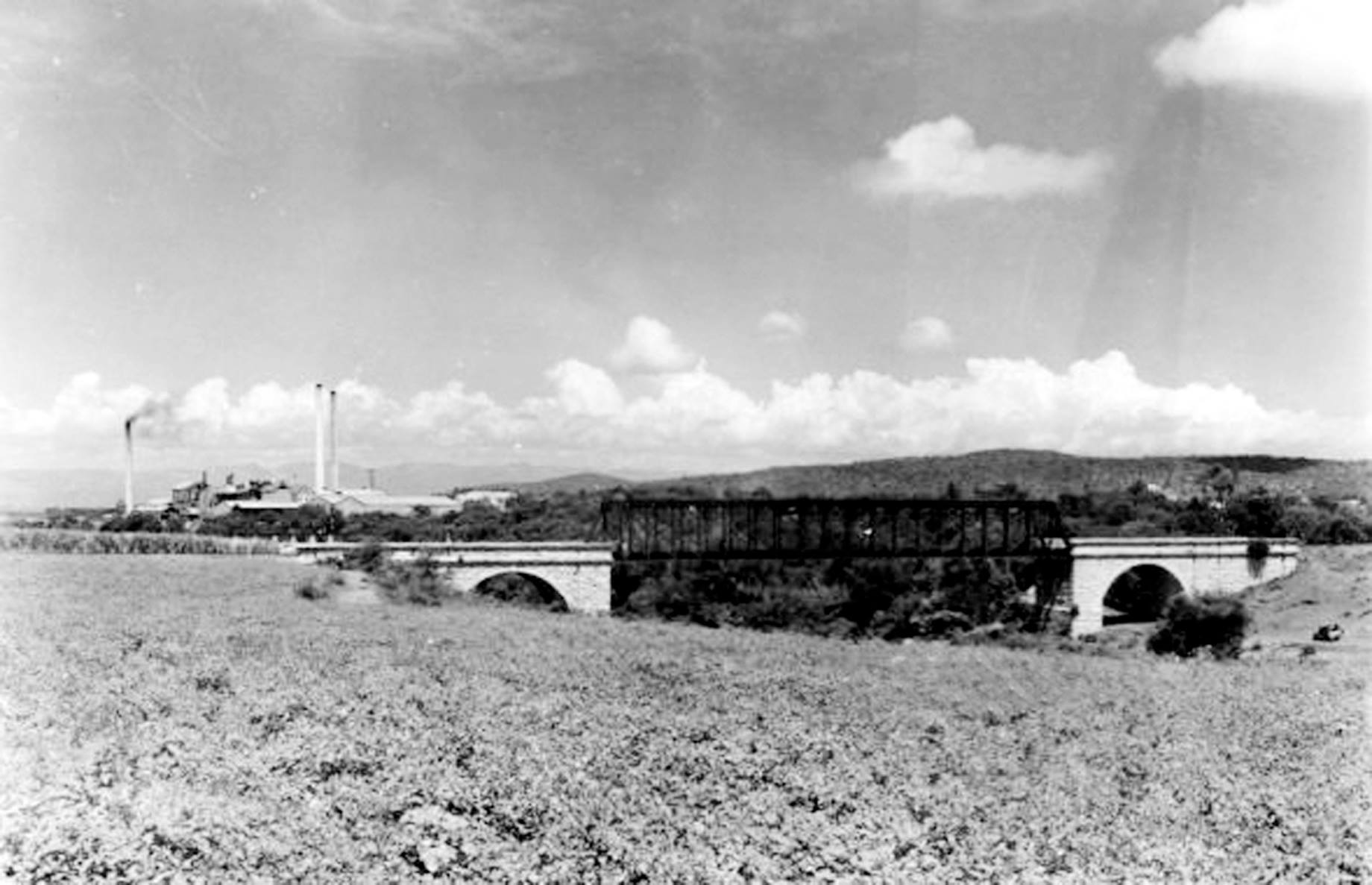
Fotografía antigua del Puente Negro
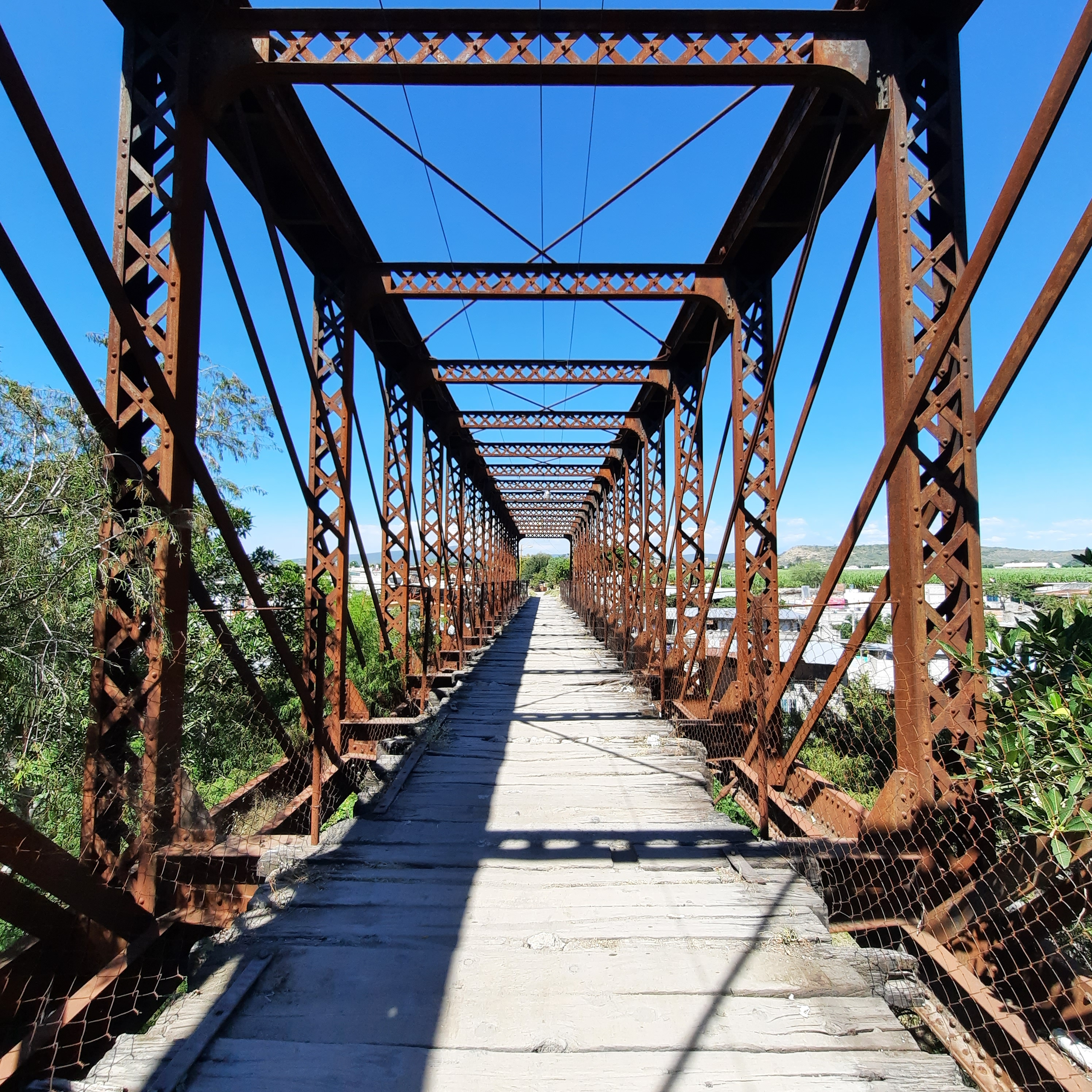
Perspectiva actual del Puente Negro
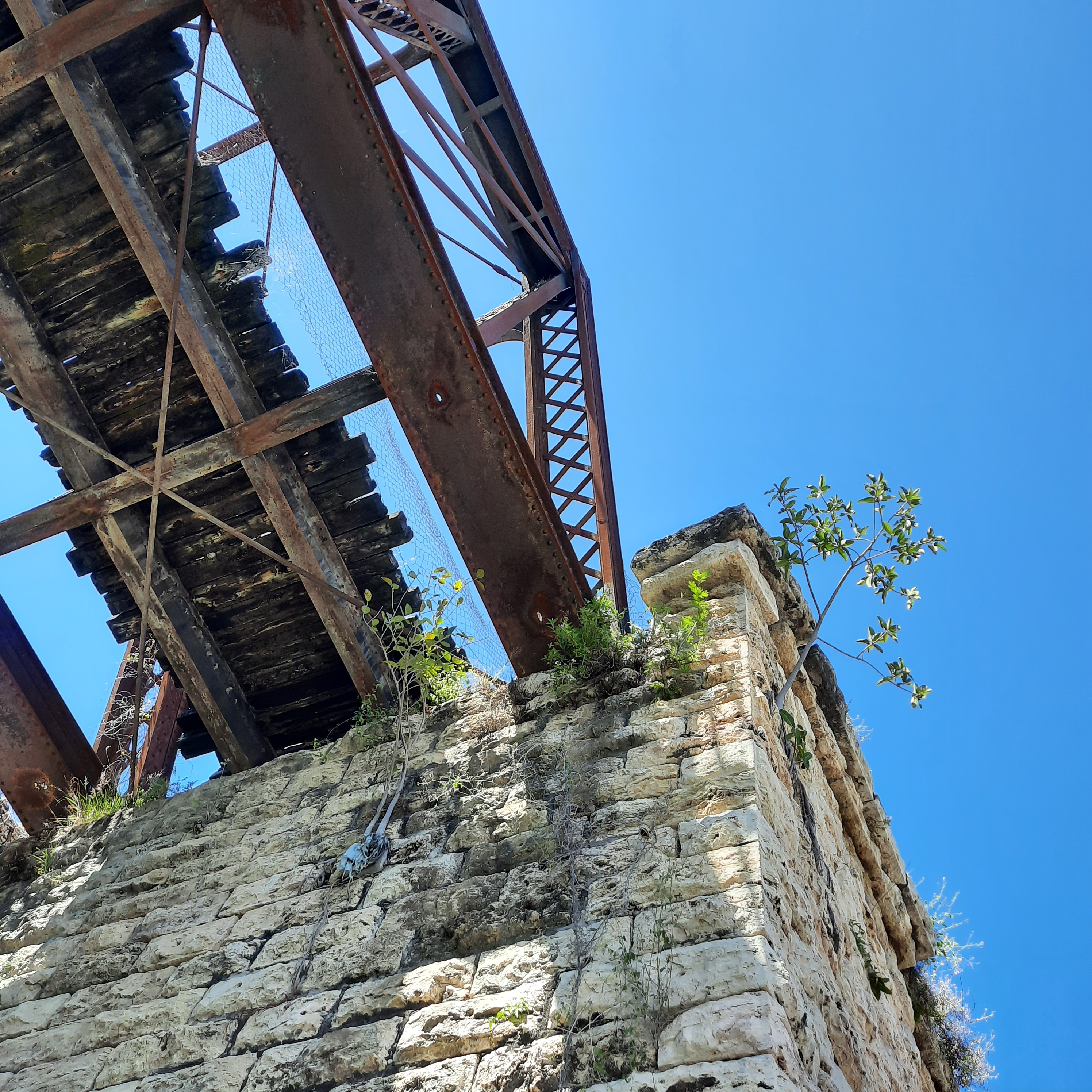
Detalle de piedra tallada del Puente Negro.
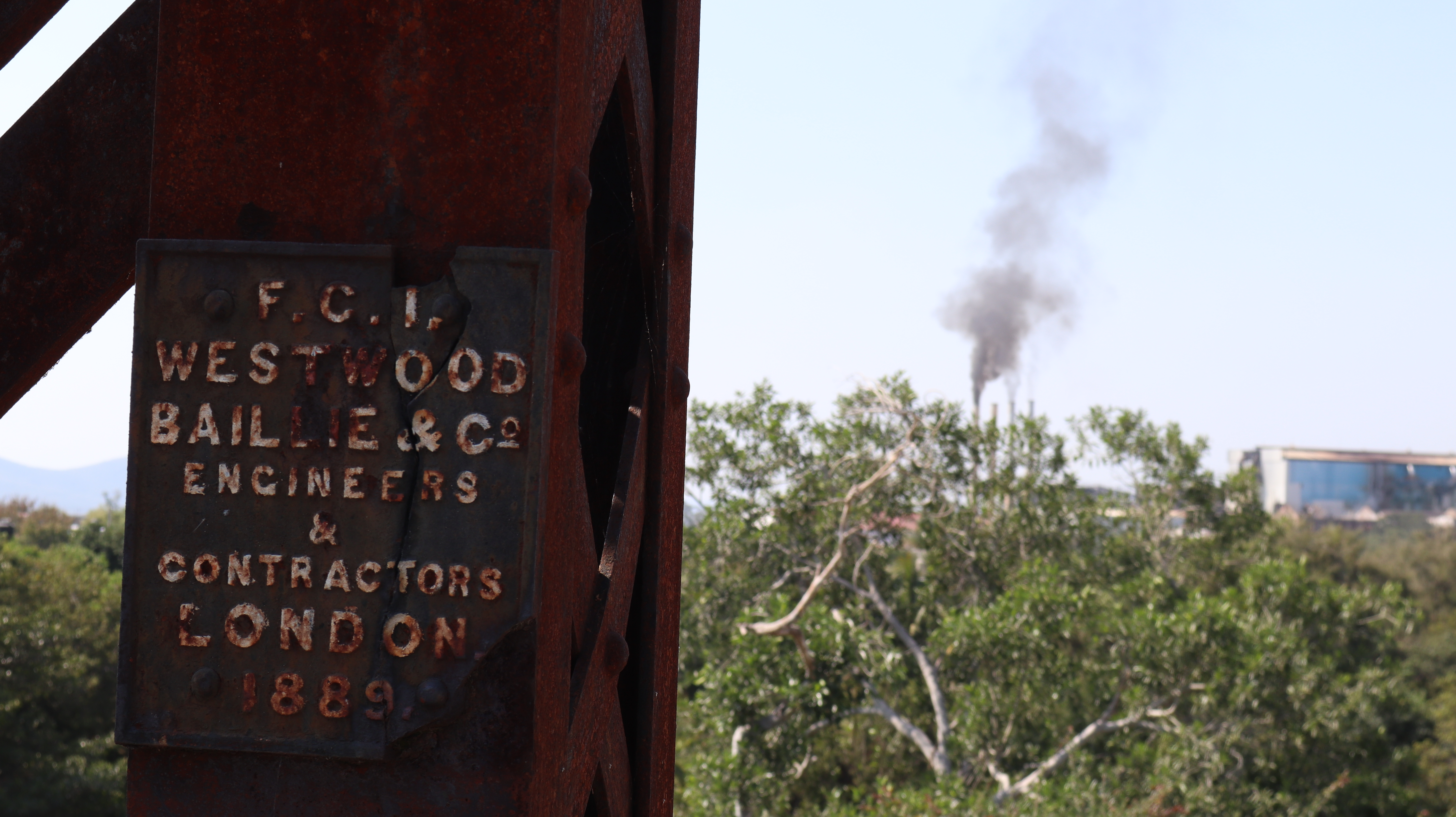
Placa en el puente alusiva a constructores londinenses en 1889.

Otras obras de arquitectura no están dentro del INAH como patrimonio edificado, pero en Atencingo se consideran monumentos arquitectónicos del siglo XX. Como lo son:
- Antiguo Torreón y parte del casco de la exhacienda San José Atencingo.
- Cine Lázaro Cárdenas.
- Parroquia San José Atencingo.

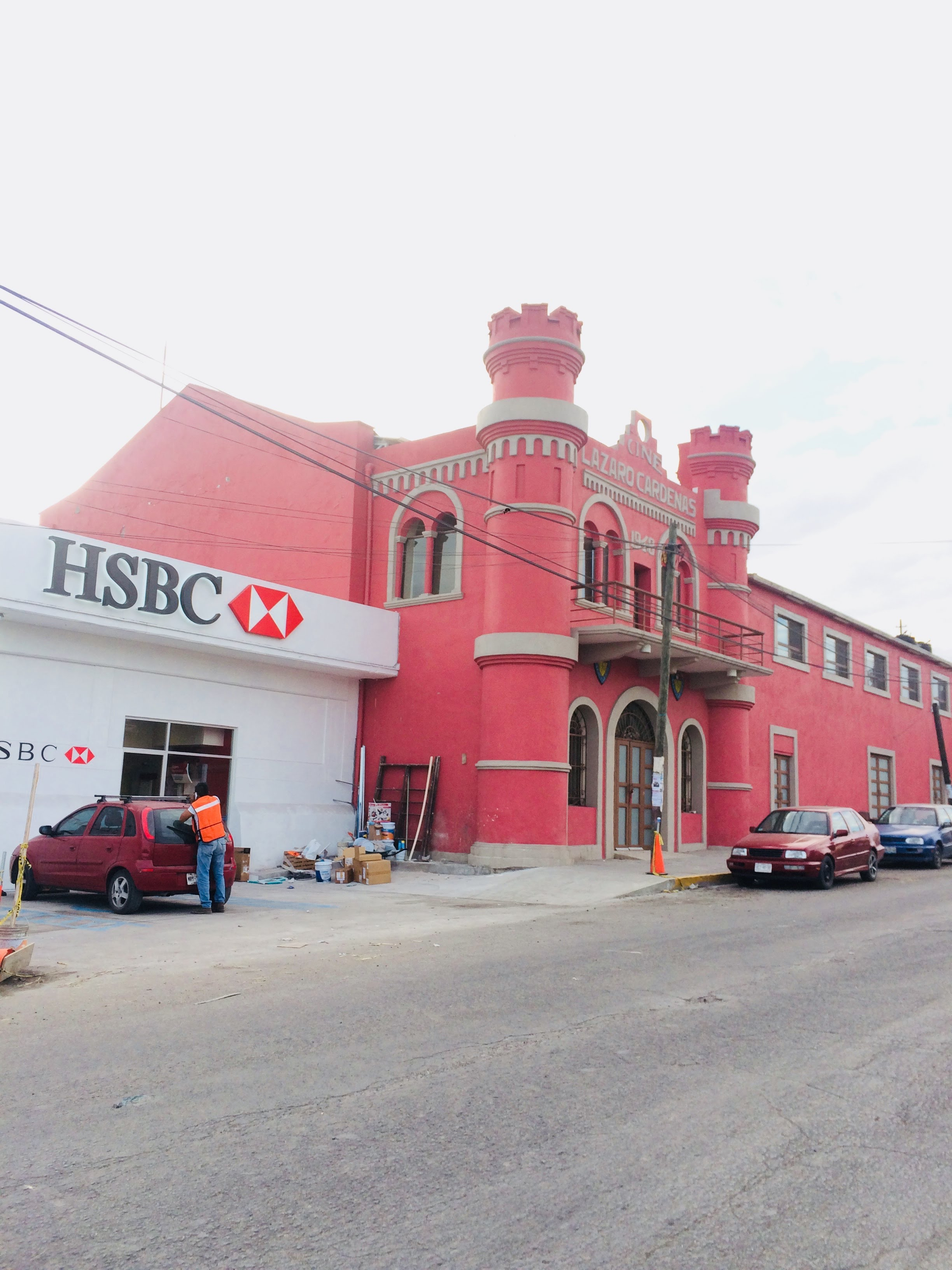
Antiguo Cine Lazaro Cardenas recostruido
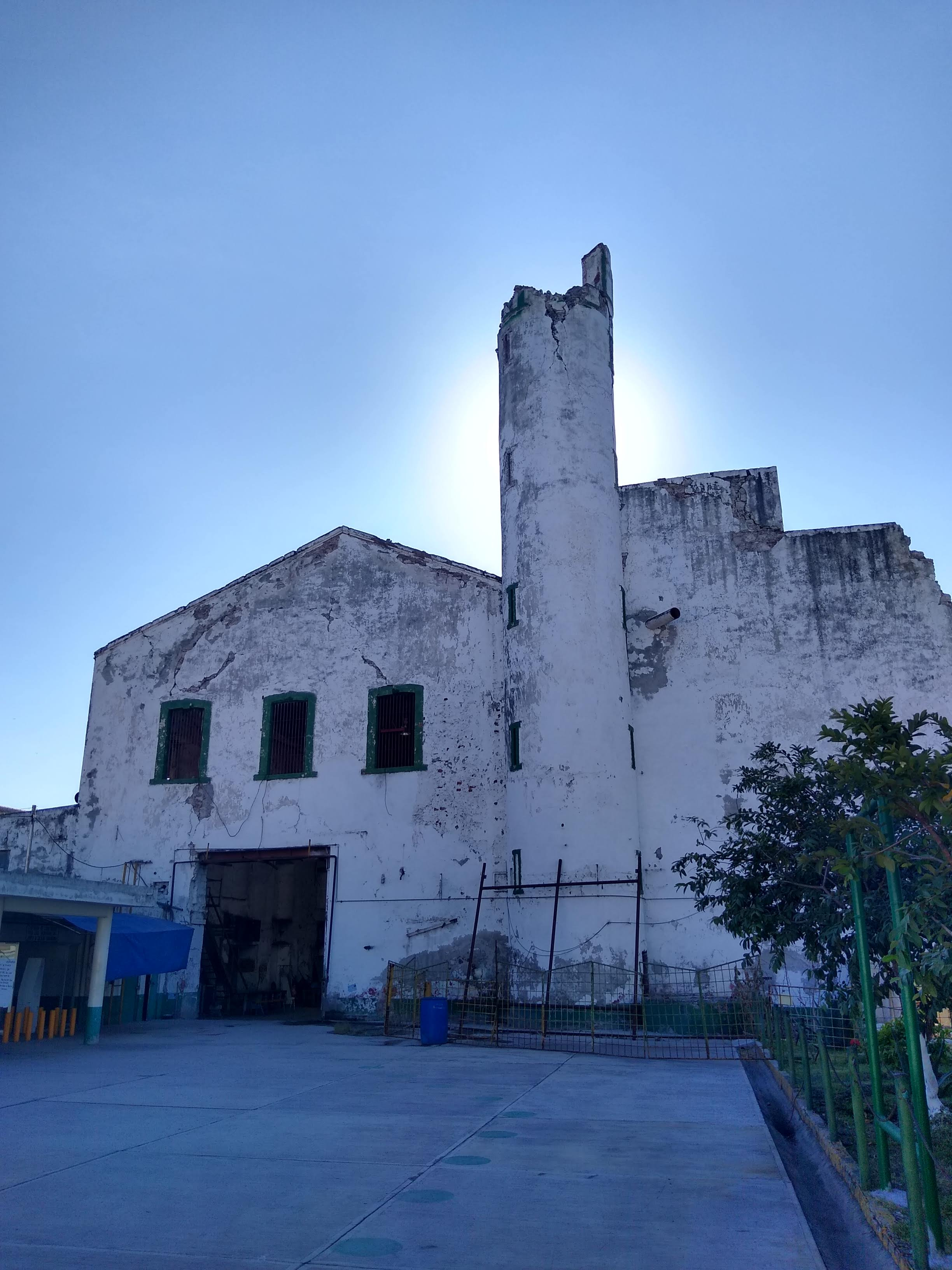
Torreón dañado por el sismo 19s y parte del casco de la antigua hacienda.
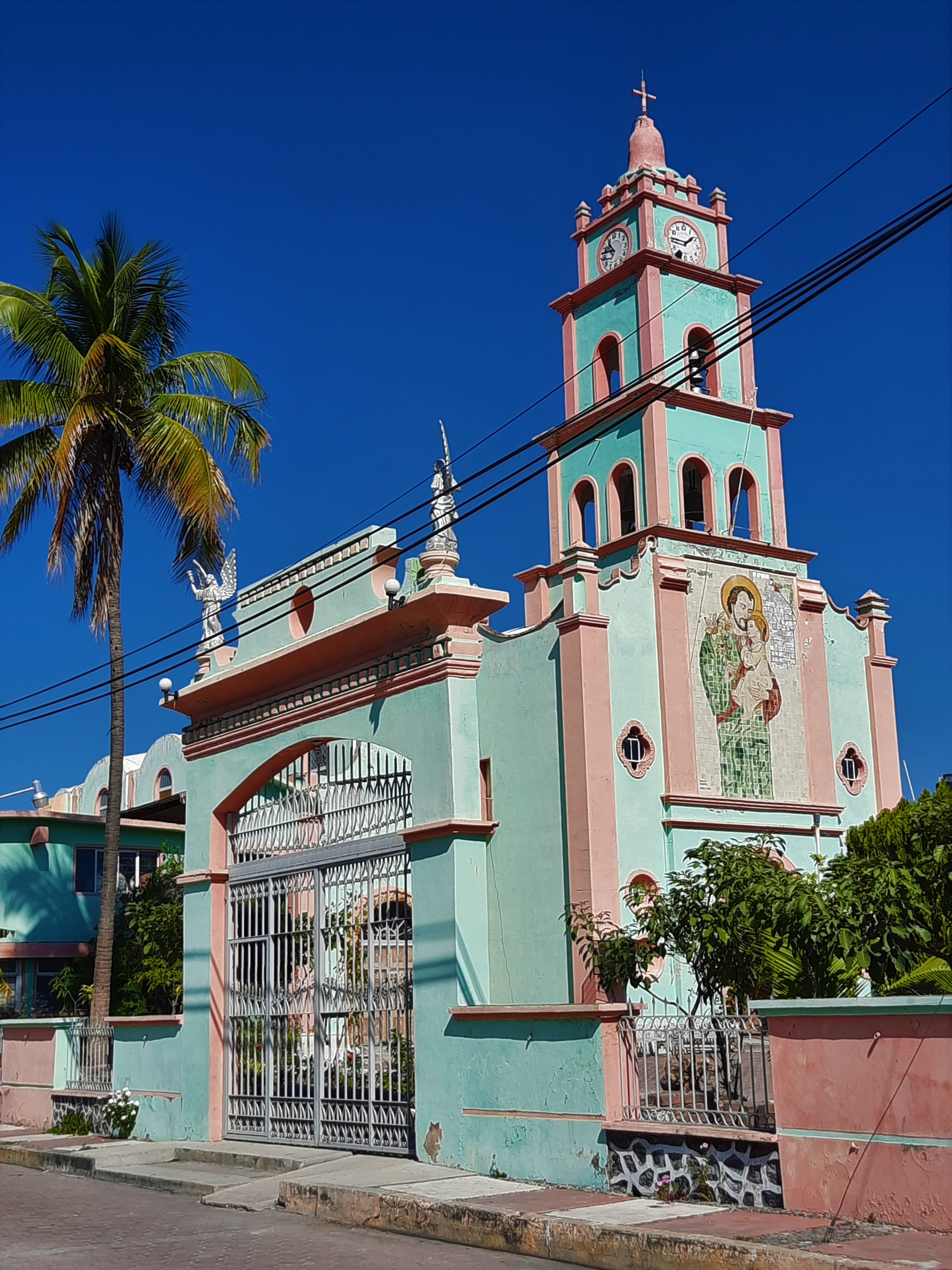
Catolicismo en Atencingo.